# Rölen
Rölen är en sjö i Köpings kommun i Västmanland och ingår i Norrströms huvudavrinningsområde. Sjön är 4,4 meter djup, har en yta på 1,27 kvadratkilometer och befinner sig 61 meter över havet. Sjön avvattnas av vattendraget Lillån.

## Delavrinningsområde
Rölen ingår i det delavrinningsområde (660795-149662) som SMHI kallar för Utloppet av Rölen. Medelhöjden är 79 meter över havet och ytan är 12,5 kvadratkilometer. Det finns inga avrinningsområden uppströms utan avrinningsområdet är högsta punkten. Lillån som avvattnar avrinningsområdet har biflödesordning 3, vilket innebär att vattnet flödar genom totalt 3 vattendrag innan det når havet efter 174 kilometer. Avrinningsområdet består mestadels av skog (75 procent). Avrinningsområdet har 1,26 kvadratkilometer vattenytor vilket ger det en sjöprocent på 10,1 procent.